# Register anonymer und pseudonymer Werke
Das Register anonymer und pseudonymer Werke ist ein beim Deutschen Patent- und Markenamt (DPMA) in München geführtes Verzeichnis, in dem Urheber anonymer oder pseudonymer Werke ihren bürgerlichen Namen hinterlegen können. Das Register ist im deutschen Urheberrechtsgesetz (UrhG) ausdrücklich vorgesehen; seine gesetzliche Grundlage bildet § 138 UrhG. Bis 2001 wurde es dort als „Urheberrolle“ bezeichnet.

## Funktion
Urheber können nach § 13 UrhG frei darüber entscheiden, ob und, falls ja, welche Urheberbezeichnung – der bürgerliche Name oder ein Pseudonym – an den von ihnen geschaffenen Werken angebracht werden soll. Zugleich erlischt das Urheberrecht nach § 66 UrhG grundsätzlich 70 Jahre nach dem Tod des Urhebers (Regelschutzfrist). Solange der Urheber anonym bleibt oder unter einem nicht zuordenbaren Pseudonym agiert, können Dritte den Urheber jedoch gerade nicht identifizieren, geschweige denn sein Sterbedatum herausfinden. Dadurch könnten Dritte das Ende der 70-jährigen Schutzfrist gar nicht bestimmen. Diesem Problem trägt das Urheberrechtsgesetz dadurch Rechnung, dass nach § 66 Abs. 1 UrhG der Schutz anonymer oder pseudonymer Werke bereits 70 Jahre nach ihrer Veröffentlichung (hilfsweise Schaffung) ausläuft.
Für den Urheber ergibt sich dadurch oftmals eine im Vergleich zur Regelschutzfrist beträchtliche Verkürzung des Schutzes. Die Eintragung des Werkes mit seinem Namen im Register anonymer und pseudonymer Werke innerhalb von 70 Jahren ab Werkveröffentlichung eröffnet ihm die Möglichkeit, dies noch nachträglich zu verhindern. Denn die Nutzer eines anonymen oder pseudonymen Werkes dürfen die Schutzfrist nach der Eintragung generell nicht mehr ab Veröffentlichung bzw. Schaffung berechnen (§ 66 Abs. 2 S. 2 UrhG).
Eine andere Möglichkeit bestünde grundsätzlich darin, dass der Urheber seine Identität auf andere Weise bekanntmacht (§ 66 Abs. 2 S. 1 UrhG). Hierbei besteht jedoch das Problem, dass den Nutzer eines anonymen oder pseudonymen Werkes keine ausufernde Recherchepflicht trifft. Legt man also sein Pseudonym an einer anderen Stelle als im Register offen, so besteht erhebliche Rechtsunsicherheit, ob ein Verwerter die (meist nachträgliche) Offenlegung tatsächlich hätte erkennen müssen. Mithin stellt nur die Eintragung im Register sicher, dass die dem Urheber günstigere Berechnung der Schutzfrist vorzunehmen ist. 

## Verfahren
Die Eintragung erfolgt auf schriftlichen Antrag beim DPMA. Nach § 1 der Verordnung über das Register anonymer und pseudonymer Werke (WerkeRegV) sind dabei der bürgerliche Name, das Geburtsdatum, ggf. das verwendete Pseudonym, der Werktitel (bzw., falls kein Titel vorhanden ist, eine sonstige Beschreibung), ggf. der Verlag, in dem das Werk erschienen ist, sowie Zeitpunkt und Form der ersten Veröffentlichung anzugeben. Das DPMA überprüft lediglich die Schlüssigkeit der Angaben; es überprüft im Einzelnen weder, ob der Antragsteller zur Eintragung berechtigt ist, noch ob seine Angaben korrekt sind (§ 138 Abs. 1 S. 2 UrhG). Die Eintragung ist kostenpflichtig. Seit 2002 betragen die in § 5 WerkeRegV festgelegten Gebühren für die Eintragung eines Werkes 12 Euro (Stand: Juni 2025); bei der Registrierung weiterer Werke vergünstigt sich deren Eintragung degressiv. Wird der Antrag auf Eintragung abgelehnt, kann die Entscheidung vor dem Oberlandesgericht München angegriffen werden.
Eine neue Eintragung wird im Bundesanzeiger öffentlich bekanntgemacht (§ 138 Abs. 3 UrhG). Jedermann kann Einsicht in das Register nehmen (§ 138 Abs. 4 UrhG).

## Bedeutung
Dem Register anonymer und pseudonymer Werke kommt in der Praxis nur sehr geringe Bedeutung zu. Ende 2014 verzeichnete das Register insgesamt 738 Werke von 401 Urhebern. Im Jahr 2024 erfolgten 14 Neueintragungen (2023: 1).